# Jannick Lenthe
Jannick Lenthe (født 18. marts 1992 i Holte) er en dansk håndboldspiller, der spiller for Nordsjælland Håndbold i Håndboldligaen.
Han fik debut i 1. division med AG Håndbold som 17-årig i 2009 og fik debut i Håndboldligaen med Nordsjælland Håndbold i 2011 som 19-årig.
I 2009/2010 sæsonen spillede Lenthe for Holte Håndbold.
Efter en sæson for Holte Håndbold skiftede Jannick til Nordjsælland Håndbold hvor han nåede at være med i 13 kampe. Inden han efter et halvt år blev lejet ud til TMS Ringsted for det sidste af sæsonen 2011/2012. I TMS Ringsted spillede Jannick 17 kampe og var med igennem kvalifikationsspil til 888ligaen med til at sikre TMS Ringsted oprykning til den bedste danske håndboldrække.
Jannick Lenthe har spillet 32 landskampe for det danske Y-landshold og var med inde omkring U-20 landsholdet.

## Titler
U-19 VM-guld, U-18 EM-bronze, U-17 EYOF-sølv(ungdoms ol), U-16 DM-bronze, U-16 Skandinavisk mesterskab-sølv, Oprykning til Jack & Jones Ligaen med TMS Ringsted sæson 2011/2012